# Nipaleyrodes
Nipaleyrodes is een geslacht van halfvleugeligen (Hemiptera) uit de familie witte vliegen (Aleyrodidae), onderfamilie Aleurodicinae.
De wetenschappelijke naam van dit geslacht is voor het eerst geldig gepubliceerd door Takahashi in 1951. De typesoort is Nipaleyrodes elongata.

## Soort
Nipaleyrodes omvat de volgende soort:
- Nipaleyrodes elongata Takahashi, 1951